# Uwe Blab
Uwe Konstantin Blab (ur. 26 marca 1962 w Monachium) – niemiecki koszykarz, grający na pozycji centra, reprezentant kraju, olimpijczyk, trener.

## Kariera

### Wczesna kariera
Uwe Blab urodził się w Monachium jako drugie z trojga dzieci prawnika. W młodości grał w piłkę nożną i piłkę ręczną. Dzięki starszej siostrze Uwe wraz z młodszym bratem Olafem (ur. 1964) zaczął uprawiać koszykówkę, po czym w 1977 roku za pośrednictwem prezesa DJK Sportbund Monachium, Helmuta Handwerkera został zawodnikiem klubu, występując najpierw w drużynie młodzieżowej pod okiem trenera Laszlo Lakfalviego. W 1979 roku po jednym z meczów towarzyskich w Monachium z uczelnianą drużyną Effingham High School z Effingham ze stanu Illinois, w którym Blab nie grał z powodu kontuzji, podszedł do niego ojciec jednego z zawodników drużyny przeciwnej, który widział go wcześniej podczas gry w koszykówkę. Wkrótce Blab w ramach wymiany przeprowadził się do Stanów Zjednoczonych, gdzie do 1980 roku uczęszczał do Effingham High School, w którym grał w drużynie uniwersyteckiej, z którą w 1980 roku zajął 2. miejsce w turnieju Illinois High School Association (IHSA).
Potem postanowił kontynuować edukację w Stanach Zjednoczonych, później przyznając, że po wyjeździe z RFN znacznie się zmienił: w ojczyźnie dokuczano mu z powodu jego wzrostu (ok. 2 metry), gdy w Stanach Zjednoczonych jego wzrost był postrzegany jako coś pozytywnego. Wkrótce do Stanów Zjednoczonych przeniósł się jego młodszy brat, Olaf. Początkowo chciał studiować na Duke University w Durnham w stanie Karolina Północna wraz z ówcześnie młodym trenerem Mikiem Krzyzewskim, jednak władze Effingham High School przekonały go do zmiany decyzji. W 1981 roku magazyn Parade wybrał Blaba do czwartej drużyny wśród zawodników szkolnych drużyn.
W latach 1981–1985 studiował matematykę na Uniwersytecie Indiany w Bloomington w stanie Indiana, gdzie równocześnie grał w uniwersyteckie drużynie, Indiana Hoosiers, którego trenerem był Bob Knight. W 118 meczach zdobywał na mecz średnio 11,5 punktów, zaliczył 5,4 zbiórek oraz 1,7 bloków. W sezonie 1982/1983 zdobył mistrzostwo Big Ten Conference, natomiast w sezonie 1983/1984 był blisko awansu do turnieju finałowego NCAA, jednak w finale Konferencji Zachodniej przegrał z Virginią Cavaliers 50:48. Ostatni sezon Blaba w klubie, sezon 1984/1985, w którym zdobywał na mecz średnio 16 punktów, zaliczył 6,3 zbiórek oraz 2,2 bloków, choć w 1989 roku przyznał, iż nie marzył wtedy o zawodowej karierze.

### NBA
W drafcie NBA 1985 został wybrany w pierwszej rundzie z numerem 17 przez Dallas Mavericks (ten sam klub wybrał z numerem 8 rodaka Blaba, Detlefa Schrempfa), mając wobec Blaba duże oczekiwania, których nie był w stanie spełnić podczas pobytu w klubie do końca sezonu 1988/1989, łącząc jednocześnie z przerwami pracę w firmie komputerowej. Blab pobyt w Tekasie wspominał jako frustrujący, gdyż jego zdaniem mógł z klubem osiągnąć dużo, jednak nie miał zbyt wielu okazji do pokazania swoich umiejętności.
We wrześniu 1989 roku podpisał kontrakt z Golden State Warriors, jednak w lutym 1990 roku klub wymienił Blaba z San Antonio Spurs w zamiana za jego rodaka, Christiana Welpa. Według samego zawodnika praca w klubie polegała szczególnie na występie jako przeciwnik Davida Robinsona podczas treningu. Po sezonie 1989/1990 odszedł z ligi NBA, w której łącznie rozegrał 235 meczów, spędzając średnio 8,4 minuty na parkiecie, zdobywając średnio 2,1 punktu oraz 1,8 zbiórek.

### Dalsza kariera
Blab następnie wyjechał do Włoch, gdzie w sezonie 1990/1991 grał w występującym Serie A1 Filodoro Napoli (12 meczów, średnia 11,1 punktów, 7,1 zbiórek), jednak po zajęciu przez klub przedostatniego, 15. miejsca powodującego spadek do Serie A2.
Następnie wrócił do ojczyzny, gdzie w latach 1991–1993 reprezentował barwy Alby Berlin, w którym w sezonie 1991/1992 ze średnią 12,6 punktu na mecz był trzecim najskuteczniejszym zawodnikiem oraz najlepszym w klasyfikacji zbiórek Bundesligi (10,1 zbiórek/mecz) oraz po przegranej rywalizacji 3:0 w finale z Bayerem Leverkusen zdobył wicemistrzostwo Niemiec.
Po sezonie 1992/1993 (średnia 11,7 punktów, 6,8 zbiórek), w którym grał w klubie wraz z bratem Olafem, zakończył karierę sportową, mimo że klub proponował zawodnikowi nowy kontakt z większymi zarobkami. Łącznie w klubie rozegrał 94 mecze, w których zdobył średnią 12,6 punktów.

## Kariera reprezentacyjna
Uwe Blab z reprezentacją RFN U-16 uczestniczył na mistrzostwach Europy U-16 1979 w Damaszku, z którą zajął 4. miejsce po przegranej 27 lipca 1979 roku 122:82 z reprezentacją Hiszpanii U-16 oraz rozegrał wszystkie 6 meczów, w których zdobył 2 punkty (21 lipca 1979 roku w wygranym 84:67 meczu Grupy A z reprezentacją Belgii U-16).
Natomiast z reprezentacją RFN U-18 uczestniczył na mistrzostwach Europy U-18 1980 w jugosłowiańskim Cejle, na których zdobył średnią 11,3 punktów, a Die Mannschaft zakończyła turniej na 6. miejscu.
W seniorskiej reprezentacji RFN/Niemiec w latach 1982–1992 rozegrał 105 meczów, w których zdobył 904 punkty (średnia 8,6 punktów, najwięcej punktów w jednym meczu: 25). Debiut zaliczył 5 maja 1982 roku w Getyndze w wygranym 73:69 meczu towarzyskim z reprezentacją Polski. Wziął dwukrotnie udział w igrzyskach olimpijskich (1984, 1992) oraz trzykrotnie na mistrzostwach Europy (1983, 1985).
Na turnieju olimpijskim 1984 w Los Angeles ze średni 9,6 punktów oraz 4,6 zbiórek, w obu klasyfikacjach był drugim po Detlefie Schrempfie najlepszym zawodnikiem Die Mannschaft, która po przegranej 6 sierpnia 1984 roku na The Forum w Inglewood w Kalifornii 67:78 z późniejszym triumfatorem turnieju, reprezentacją Stanów Zjednoczonych (selekcjonerem był trener Blaba z Indiany Hoosiers, Bob Knight), przystąpiła do fazy o miejsca 5–8, po której została sklasyfikowana na 8. miejscu po przegranej 10 sierpnia 1984 roku w tej samej hali 83:78 z reprezentacją Australii, natomiast na turnieju olimpijskim 1992 w Barcelonie zdobył średnią 3,8 punktów na mecz, natomiast Die Mannschaft zakończyła na 7. miejscu po wygranej 8 sierpnia 1992 roku na Palau Municipal d’Esports de Badalona 96:86 z reprezentacją Portoryka. Na mistrzostwach Europy 1983 we Francji, na których, na których Die Mannschaft zakończyła na 8. miejscu przegranej 3 czerwca 1983 roku na Palais des Sports de Beaulieu w Nantes 104:88 z reprezentacją Jugosławii, zdobył średnią 9,9 punktów na mecz, natomiast na mistrzostwach Europy 1985 w RFN, na których Die Mannschaft zakończyła na 5. miejscu po wygranej 15 czerwca 1985 roku na Schleyerhalle w Stuttgarcie 100:81 z reprezentacją Francji, ze średnią 13,6 punktów na mecz był trzecim obok Detlefa Schrempfa oraz Mike’a Jackela najskuteczniejszym zawodnikiem swojej drużyny.
Ostatni mecz rozegrał 18 listopada 1992 roku w Akwizgranie w wygranym 94:54 meczu eliminacyjnym mistrzostw Europy 1993.

## Statystyki
Na podstawie Basketball-Reference.com (ang.)

### Sezon regularny
| Sezon     | Drużyna               | M   | S5 | MPG  | FG%   | 3P% | FT%   | RPG | APG | SPG | BPG | PPG |
| --------- | --------------------- | --- | -- | ---- | ----- | --- | ----- | --- | --- | --- | --- | --- |
| 1985/1986 | Dallas Mavericks      | 48  | 0  | 8,5  | 46,8% | 0   | 53,7% | 1,9 | 0,4 | 0,1 | 0,3 | 2,6 |
| 1986/1987 | Dallas Mavericks      | 30  | 0  | 5,3  | 39,2% | 0   | 46,4% | 1,2 | 0,4 | 0,1 | 0,3 | 1,8 |
| 1987/1988 | Dallas Mavericks      | 73  | 1  | 9,0  | 43,9% | 0   | 70,8% | 1,8 | 0,5 | 0,1 | 0,4 | 2,2 |
| 1988/1989 | Dallas Mavericks      | 37  | 0  | 5,6  | 46,2% | 0   | 80%   | 1,2 | 0,3 | 0,1 | 0,4 | 1,8 |
| 1989/1990 | Golden State Warriors | 40  | 33 | 12,0 | 37,9% | 0   | 54,8% | 2,5 | 0,6 | 0   | 0,6 | 2,1 |
| 1989/1990 | San Antonio Spurs     | 7   | 0  | 7,1  | 54,5% | 0   | 50%   | 1,3 | 0,1 | 0   | 0   | 2,1 |
| Razem     |                       | 235 | 34 | 8,4  | 43,3% | 0   | 60,8% | 1,8 | 0,4 | 0,1 | 0,4 | 2,1 |

### Play-offy
| Sezon | Drużyna           | M | S5 | MPG  | FG%   | 3P% | FT%  | RPG | APG | SPG | BPG | PPG |
| ----- | ----------------- | - | -- | ---- | ----- | --- | ---- | --- | --- | --- | --- | --- |
| 1986  | Dallas Mavericks  | 1 | 0  | 6,0  | 66,7% | 0   | 0    | 1,0 | 0   | 0   | 0   | 4,0 |
| 1987  | Dallas Mavericks  | 1 | 0  | 10,0 | 100%  | 0   | 25%  | 3,0 | 0   | 1,0 | 1,0 | 3,0 |
| 1988  | Dallas Mavericks  | 3 | 0  | 2,7  | 0     | 0   | 100% | 0,3 | 0,3 | 0   | 0   | 0,7 |
| 1990  | San Antonio Spurs | 2 | 0  | 2,5  | 0     | 0   | 50%  | 1,0 | 0   | 0   | 0   | 1,5 |
| Razem |                   | 7 | 0  | 4,1  | 42,9% | 0   | 50%  | 1,0 | 0,1 | 0,1 | 0,1 | 1,7 |

## Sukcesy

### Zawodnicze
Effingham High School
- 2. miejsce w turnieju IHSA: 1980

Indiana Hoosiers
- Mistrzostwo Big Ten Conference: 1983

Alba Berlin
- Wicemistrzostwo Niemiec: 1992

### Indywidualne
- Pierwsza drużyna Big Ten Conference: 1985
- Czwarta drużyna według Parade: 1981

## Życie prywatne
Uwe Blab jest żonaty z Key (z domu Gresham), z którą miał trójkę dzieci: synów Christophera (1990–2010), Stefana oraz córkę Laurę, siatkarkę drużyny uniwersyteckiej University of Louisville w Louisville w stanie Kentucky, Louisville Cardinals.
10 stycznia 2010 roku 19-letni syn Christophera, który również grał w koszykówkę brał udział w bójce na college’u w San Marcos w stanie Teksas, w wyniku której zmarł.
Obecnie mieszka wraz z rodziną na ranczu w stanie Teksas i pracuje jako programista komputerowy.